# Paleta dos Urubus
Paleta do Campo de Batalha, Paleta dos Urubus, Paleta das Girafas ou Paleta do Leão é uma paleta em lamito do Egito, esculpida em baixo relevo, datada de Nacada III (3200–3000 a.C.). Tem duas cenas, cada uma numa das faces; o obverso tem um campo de batalha no qual um leão, entendido por alguns como um faraó zoomorfizado, ataca seus inimigos, e no reverso há uma cena natural. Boa parte dela está no Museu Britânico, com um fragmento abrigado no Museu Ashmolean de Oxônia e outro na coleção Köfler-Truniger de Lucerna, na Suíça. A parte do Museu Britânico mede 19,6 centímetros (32,8 com o pedaço de Oxônia) de altura, 28,7 centímetros de largura e 1 centímetro de profundidade.